# Johannes König (Rechtswissenschaftler)

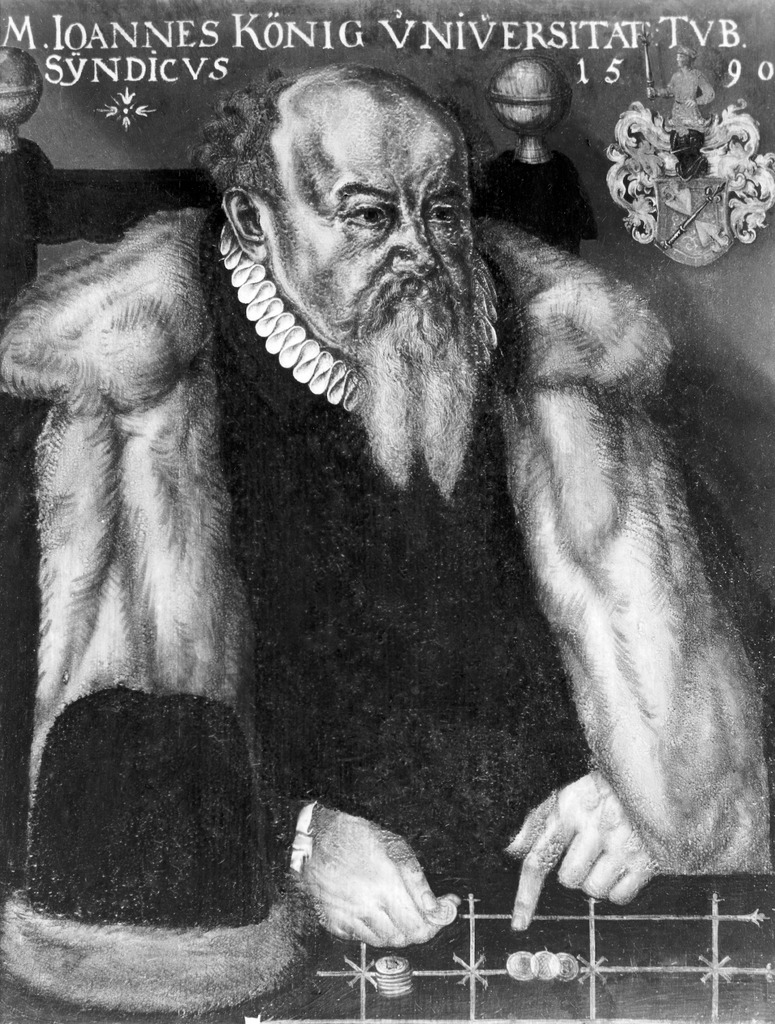
Johannes König – Ölbildnis von Hans Ulrich Alt in der Tübinger Professorengalerie, 1590

Johannes König (* um 1530; † 9. März 1590 in Tübingen) war ein deutscher Rechtswissenschaftler, Professor und 1590 Syndicus der Universität Tübingen.
Er war mit einer Regina verheiratet, die ihn um sechs Jahre überlebte und bei deren Beerdigung am 27. Dezember 1596 Johann Georg Sigwart eine christliche Leichpredigt hielt.